# Saint-Léonard (Alta Francia)
Saint-Léonard è un comune francese di 3 602 abitanti situato nel dipartimento del Passo di Calais nella regione dell'Alta Francia.

## Società

### Evoluzione demografica
Abitanti censiti